# Pierre de Médicis
Pierre de Médicis – opera autorstwa Józefa Michała Poniatowskiego, której premiera miała miejsce 9 marca 1860 w Opéra Le Peletier. W późniejszym czasie opera wystawiana była także w Lyonie (1862) Madrycie (1863) i Mediolanie (1869-1870). Polskie wykonanie koncertowe tego dzieła miało miejsce ponad 150 lat później, 23 lipca 2011 podczas 7. Festiwalu Muzyki Polskiej w Filharmonii Krakowskiej.

## Dyskografia
- Pierre de Médicis: Xu Chang - tenor, Laura Salviati: Aleksandra Buczek - sopran, Julien de Médicis: Florian Sempey - baryton, Fra Antonio: Yasushi Hirano - bas, Paolo Monti: Juraj Hollý - tenor, Henrietta: Jadwiga Postrożna - mezzosopran, Chór Filharmonii im. Karola Szymanowskiego w Krakowie, Teresa Majka-Pacanek - przygotowanie chóru, Krakowska Orkiestra Festiwalowa, Massimiliano Caldi - dyrygent; wyd. Stowarzyszenie Muzyki Polskiej, nagrano podczas 7. Festiwalu Muzyki Polskiej (2011 r.) w Krakowie.